# Bomarion heteroclitum
Bomarion heteroclitum là một loài bọ cánh cứng trong họ Cerambycidae.